# Hemphillia danielsi
Hemphillia danielsi är en snäckart som beskrevs av Vanatta 1914. Hemphillia danielsi ingår i släktet Hemphillia och familjen skogssniglar. Inga underarter finns listade i Catalogue of Life.